# Constantin M. Drăgan
Constantin M. Drăgan (cunoscut mai ales sub numele de C. M. Drăgan, n. 1936, Pârscov, Buzău, România) este un profesor, teoretician și practician al contabilității.

## Biografie
Constantin M. Drăgan s-a născut în anul 1936, în comuna Pârscov, (județul Buzău). A absolvit ca șef de promoție, cursurile Facultății de Finanțe, Credit și Contabilitate din cadrul A.S.E. București și apoi ale Academiei de Științe Economice Avansate din Moscova, cu specializare în contabilitate,control și expertiza contabilă,macroeconomie și echilibre financiare,circulație monetară și calculație. A continuat cu mai multe stagii de specializare și schimburi de experiență în Franța, Italia, Elveția, Austria, Germania, Rusia, etc.
În anul 1972 a obținut titlul științific de doctor în contabilitate la U.E.R. de Gestion - Grenoble,in 1976 devine doctor în economie la Academia de Științe Social-Politice din București;in continuare a urmat un stagiu de pregătire postdoctorală la Academia de Științe din Moscova în specialitățile macroeconomie,echilibre financiare, circulație monetară,prețuri și tarife , după care,în 1988  a fost declarat doctor docent în științe. Pregătirea economică și-a desăvârșit-o participând la cele mai importante congrese și consfătuiri de specialitate din țară și din numeroase țări străine.
După absolvirea facultății a fost repartizat cadru didactic în învățământul superior economic, până în 2011 fiind profesor universitar,șef de catedră, decanul Facultății de Finanțe, Credit și Contabilitate (10 ani),  conducător de doctorat în specialitatea "științe economice" și apoi în „științe administrative” la Facultatea de Administrație Publică din cadrul SNSPA.
În perioada 1991-1996 a predat cursuri de contabilitate și a fost secretarul științific al Academiei de Poliție "Al. I. Cuza" din București, ocupându-se și de organizarea poliției economice, unde a ajuns la gradul de colonel activ de poliție.
Este autorul primei cărți în limba română de Contabilitate pentru societățile comerciale,conformă cu Directivele europene(1992);apoi o altă premieră intitulată Sisteme avansate de contabilitate bancară (1998) și a primei cărți în limba română de Contabilitatea asigurărilor(2006).” (Sursa : Puchita Victor - "O viață în slujba contabilității românești" Editura economică,2009  ISBN  978-606-505-0280).
Constantin M. Drăgan a făcut parte și a condus colectivul de cercetători care, în perioada 1997-2000, a elaborat studiul „Local and Regional Tax Administration in Romania” cu privire la „sistemul de impozite și taxe în România, îmbunătățirea formelor și metodelor de stabilire, comunicare și colectare a acestora, aplicarea principiului contabilității de angajament în trezoreria statului și administrația publică teritorială”, care a devenit apoi Capitolul VI al Raportului de țară pentru aderarea la Uniunea Europeană. Preocuparea pentru perfecționarea contabilității a continuat cu succes prin activitățile desfășurate în diverse organisme specializate ale U.E.,prin colaborarea cu diverse universități,prin numeroasele sale publicații.

## Cărți publicate

### Cărți publicate în edituri din străinătate
- Usavrseni knjigovodstveni sistem za izradu bilansa medugranskih veza.(Economica i organizacja pracy, Beograd-Serbia, 1978)[necesită citare]
- Cost Accounting - IRWIN – Homewood, Illinois 60430, (în colaborare cu Edward B. Deakin și Michael W. Maher), 1987;[necesită citare]
- Corso completo din contabilita su computerColectia ABACO-Ed. Sistemi Avanzati I, Roma-Italia, 1998 [necesită citare]
- La contabilita generale. Franco Angeli, Roma-Italia, 1999[necesită citare]
- Reassurance Accounting (carte executată la comanda concernului Vienna Insurance Group), care a editat-o și publicat-o în limba engleză, in 2 ediții: 2006 și 2007)[necesită citare]

### Cărți publicate în edituri din țară
Lucrări de cercetare fundamentală:
- Contabilitatea Generală (în colaborare cu prof.univ.dr.Victor Puchita), Editura Didactică și Pedagogică, București, 1969;
- Contabilitatea relațiilor economice internaționale (în colaborare cu Conf.univ.dr.Gh.Nedelcu), Editura Didactică și Pedagogică, București, 1970 ;
- Organizarea sistemului de informare economică al întreprinderii (Editura Tehnică București, 970; cod-70 15);
- Folosirea calculatoarelor în prelucrarea datelor economice-coordonator (Editura Tehnică, București, 1973; cod-08 078);
- Raționalizarea și simplificarea conținutului și circuitului documentelor întreprinderii (Editura Științifică, București, 1973);
- Contabilitatea de gestiune (Editura FACLA - Timișoara, 1975);
- Sistemul informațional în domeniul costurilor de producție (Editura Dacia, Cluj-Napoca, 1976 ; ediție îmbunătățită : Editura Academiei Române, București, 1979;
- Contabilitatea circulației mărfurilor (Editura Științifică, București, 1977);
- Balanța legăturilor dintre ramuri (Editura Didactică și Pedagogică, București, 1978);
- Calculația costurilor (Editura Academiei Române, București, 198o );
- Control financiar și expertiză contabilă (Editura Didactică și Pedagogică, București, 1982);
- Sistemul costurilor normate (Editura Politică, București, 1985);
- Contabilitate pentru cadrele de conducere (Editura Academiei Române, 1988);
- Conducerea financiară a întreprinderii (Editura Academiei Române, 1989);
- Scenariul C.M.Drăgan al privatizării,publicat de Tribuna Economică,publicat în volum de Congresul Mondial al Economiștilor , Moscova,1992(în limbile rusă și engleză);
- Contabilitatea firmelor private (Editura Hercules, București, 1990);
- Contabilitatea în întreprinderile mici și asociațiile cu scop lucrativ (Editura Hercules, București, 1990);
- Contabilitatea societăților comerciale (Editura Tribuna Economică, 1991);
- Noua contabilitate managerială (Editura Hercules, București, 1992);
- Noua contabilitate a agenților economici (Editura Hercules și Editura Economică, București, 4 ediții, 1992-1995);
- Management Accountancy(Conducerea gestiunii costurilor) tipărită în limba engleză pentru studenții cu predare în limbi străine), ASE Lit, Bucharest, 1994[5] ;
- Ghid practic de aplicare a noii contabilități (Editura Tribuna Economică, 1994);
- Cartea economistului, vol.I-II (în colaborare cu B.Pădure), Editura Tribuna Economică, 1995;
- Bazele contabilității, Editura  Contconsult, București, 1995;
- Reglementări contabile conforme cu directivele europene, Editura Contconsult-The European Audit, București 1997, ISBN 973-567-513-7;
- Sisteme avansate de contabilitatea bancară, Editura Contconsult și Editura Economică, 1998;
- Contabilitatea instituțiilor și administrației publice, Editura Contconsult The European Audit, București, (6 ediții;1998-2007); ISBN 973-0-03360-9;
- Contabilitatea asigurărilor (Editura AESC și Editura PRIM – 1 Asig, București, 2001-2006; ISBN 973-0-04139-3);
- Contabilitatea administrației publice armonizată cu standardele internaționale, Editura.A.S.C.E, București, 2002; ISBN - 973-0-03360-9;
- Noua contabilitate și gestiunea financiară a companiei, București, Editura Universitară, 1992 și 2002, Cota: III 13279[4];
- Contabilitatea internă de gestiune și controlul costurilor, Editura CECCAR 2003, ISBN 973-0-02401-4;
- Auditul și contabilitatea, Editura Contconsult, București, 2005; ISBN.973-0-04931-2;
- Revoluția contabilității (Manual pentru Școala Doctorală- SNSPA), Editura Tribuna Economică, 2007, ISBN 973-7990-24-2;
- Contabilitatea și ordinea publică", Ed.A.E.S.C.- 2008, ISBN 973-0-02401-4;
- Noile orizonturi ale contabilității („Contabilitatea de mâine”) [6], Editura Universitară, 2009; ISBN 978-973-749-510-5;
- ABACO – Contabilitatea pe înțelesul tuturor, Editura româno-germană Alpha-MDN în colaborare cu Editura Universitară, București,2009, ISBN 978-973-0-06532-9;
- Introducere în știința auditului, Editura româno-germană ALPHA- MDN, 2009, ISBN 973-87371-6-7;
- Criza - România la răspântie, Editura Universitară, 2010, ISBN 973-749-997-4;
- Misiunea de audit intern,300 pag.Editată de Ministerul Finanțelor Publice,2011.ISBN.973.590.264.8
- Spălarea banilor și evaziunea,Editura economică și A.E.S.C.(2010)  ISBN.978-973-3 769).
- Sistemul conturilor naționale,Editura AOSR (2012)  ISBN  973-4-02401-4).
- Diverse alte lucrări științifice: manuale și cursuri universitare, culegeri de aplicații și lucrări practice, studii de caz și altele similare.